# Paweł Nowacki

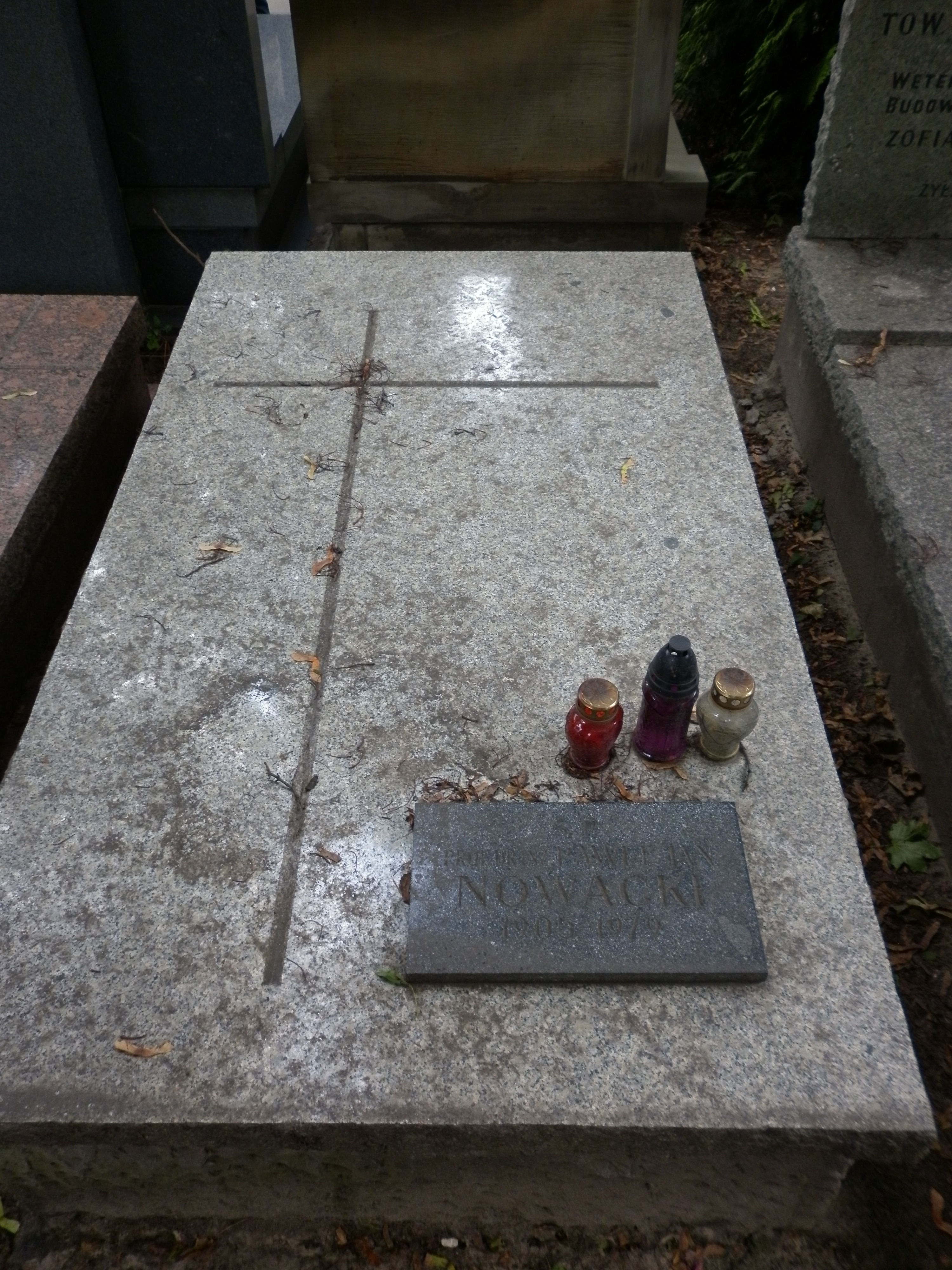
Grób Pawła Nowackiego na cmentarzu Wojskowym na Powązkach w Warszawie

Paweł Jan Nowacki (ur. 25 czerwca 1905 w Berlinie, zm. 23 maja 1979 w Warszawie) – polski automatyk i elektrotechnik. Profesor Politechniki Wrocławskiej i Politechniki Warszawskiej. 

## Życiorys
Urodził się w rodzinie Jana, urzędnika pocztowego, i Katarzyny z domu Misiek. W 1915 ukończył Szkołę Powszechną nr 257 w Berlinie, a następnie, w latach 1915–1919, uczęszczał do IV Gimnazjum Matematyczno-Przyrodniczego im. Jahna w Berlinie, od 1919 do Państwowego Gimnazjum Matematyczno-Przyrodniczego w Poznaniu, gdzie w 1924 uzyskał maturę. W 1929 ukończył studia na Oddziale Elektrotechnicznym Wydziału Mechanicznego Politechniki Lwowskiej, otrzymując dyplom inżyniera elektryka. Podczas studiów, w 1928 został asystentem prof. Kazimierza Idaszewskiego w Katedrze Miernictwa Elektrycznego, a po zdaniu egzaminu dyplomowego - starszym asystentem. Równolegle pracował w P. Z. Siemens we Lwowie jako inżynier. W latach 1930–1931 poszerzał wiedzę w centrali Siemens-Schuckertwerke (SSW) w Berlinie. Po powrocie do Polski objął stanowisko adiunkta w Katedrze Maszyn Elektrycznych Politechniki Lwowskiej. W 1936 obronił pracę doktorską pt. Nowy sposób obliczania linii dalekosiężnych metodą wykresów kołowych i otrzymał dyplom doktora nauk technicznych z zakresu elektrotechniki z odznaczeniem. W 1936 przeniósł się na Górny Śląsk, gdzie pracował jako inżynier w Polskich Zakładach Siemens w Katowicach. W latach 1938–1939 był dyrektorem technicznym Fabryki Kabli i Drutu w Będzinie. 
Po wybuchu II wojny światowej, jako ochotnik do Wojska Polskiego na Zachodzie przez Węgry, Jugosławię i Włochy przedostał się do Francji, a później do Anglii. W Londynie, wykładał matematykę i fizykę w ówczesnym Gimnazjum Męskim w Ealing, następnie w lotnictwie angielskim rozpoczął pracę naukową w Departamencie Radiowym w Royal Aircraft Establishment w Farnborough (od 1943 w stopniu pułkownika RAF-u), zajmował się projektowaniem sprzętu radarowego dla angielskiego lotnictwa.  
Po wojnie, w latach 1945–1946 wykładał elektrotechnikę jako "visiting Professor" na University of London. Do Kraju wrócił w styczniu 1947. Przez pół roku pracował w Zakładach Energetycznych A-1 w Warszawie. W latach 1947–1954 pracował na stanowisku Szefa Działu Studiów w Centralnym Zarządzie Energetyki w Warszawie i był odpowiedzialny za opracowanie Planu 3-letniego i 6-letniego elektryfikacji Kraju. Równocześnie był kierownikiem Katedry Miernictwa i Maszyn Elektrycznych na Wydziale Elektrycznym Politechniki Wrocławskiej jako profesor kontraktowy, nadzwyczajny (od 1 lipca 1947). Wykładał także na politechnikach (Warszawskiej, Łódzkiej i Wrocławskiej). W marcu 1953 przeniósł się na stałe do Warszawy obejmując Katedrę Elektrotechniki Teoretycznej na Politechnice Warszawskiej, a później Katedrę Energetyki Jądrowej. W latach 1958−1970 pełnił funkcję dyrektora Instytutu Badań Jądrowych. Równocześnie zajmował się automatyką, biocybernetyką i wieloma innymi zagadnieniami. 
W 1961 został powołany na członka rzeczywistego Polskiej Akademii Nauk oraz członka Królewskiej Szwedzkiej Akademii Nauk. 
Jest autorem prac z dziedziny automatyki, miernictwa elektrycznego, magnetohydrodynamiki, elektrotechniki teoretycznej, energetyki klasycznej oraz energetyki jądrowej. 
Zmarł w Warszawie, pochowany na cmentarzu Wojskowym na Powązkach (kwatera B37-3-16). 

## Ordery i odznaczenia
- Order Sztandaru Pracy I klasy (1966)
- Order Sztandaru Pracy II klasy (1959)
- Krzyż Oficerski Orderu Odrodzenia Polski (1957)
- Medal Wojska Polskich Sił Zbrojnych na Zachodzie (1945)
- Medal 30-lecia Polski Ludowej (1974)
- Medal 10-lecia Polski Ludowej (19 stycznia 1955)[3]
- Brązowy Medal Za zasługi dla obronności kraju (1967)
- Medal im. Mikołaja Kopernika PAN (1974)
- Medal Marii Skłodowskiej-Curie (1967)
- Złota Odznaka Honorowa SEP nr 393 (1969)

Źródło.

## Nagrody i wyróżnienia
- Nagroda Państwowa I stopnia za prace naukowe w dziedzinie energoelektrotechniki (1955)[4]
- Tablica honorowa AAC.C. (American Automatic Control Council) wręczoną przez Ambasadora USA (1969)
- Dyplom honorowy IFAC (1975)
- tytuł członka honorowego SEP (pośmiertnie, 2005)

Źródło.